# 독점 여성
《독점 여성》은 대한민국의 KBS에 1993년 10월부터 1997년 2월까지 방송된 교양 프로그램이다.

## 기획 의도
시시각각 변화하는 시대를 살아가는 여성들에게 필요한 다양하는 정보와 화제를 제공하여, 생활의 윤기와 삶의 활력을 주는 프로그램이다.

## 역대 진행자
- 이상벽 (1993 ~ 1995년)
- 이계진 (1996 ~ 1997년)

## 같이 보기
- 독점 여성들의 7시 (1982년)
- 독점 여성정보 (1993년)
- 여성저널 (후속작, 1997 ~ 1998년)